# Pupen
Pupen (gemma) je základ budoucího rostlinného orgánu (stonku, květu nebo listu).

## Dělení pupenů

### podle funkce
- listové – vyrůstají z nich listy
- květní – vyrůstají z nich květy
- kombinované – kombinace listových a květních

### podle postavení na stonku
- vstřícně postavené (dva pupeny naproti sobě)
- střídavě postavené (pupeny jsou postaveny střídavě)
- nahodile postavené (v postavení pupenů není žádný řád)

### podle umístění
- apikální/terminální (vrcholový)
- axilární (úžlabní)
- adventivní (je všude na rostlině)

### podle přítomnosti šupin
- se šupinami
- polonahé
- nahé

U bylin bývají pupeny nahé. Dřeviny vyvíjející se základy mladých větví (pupeny) chrání pupenovými šupinami listového původu. Vzácně nemusí dřevina vytvářet šupiny chránící pupeny vůbec - nahé pupeny (kalina). Někdy mohou šupiny krýt jen část pupenu - polonahé pupeny černého bezu, nebo mohou být tvořené jedinou šupinou (vrba). U jiných dřevin je šupin více a často se střechovitě překrývají (jírovec maďal, buk). Pupeny či mladé listy mohou být také chráněny lepkavými sekrety (jírovce maďal, olše lepkavá). Pupen může být chráněn i rozšířenou spodinou listového řapíku (např. platan javorolistý).

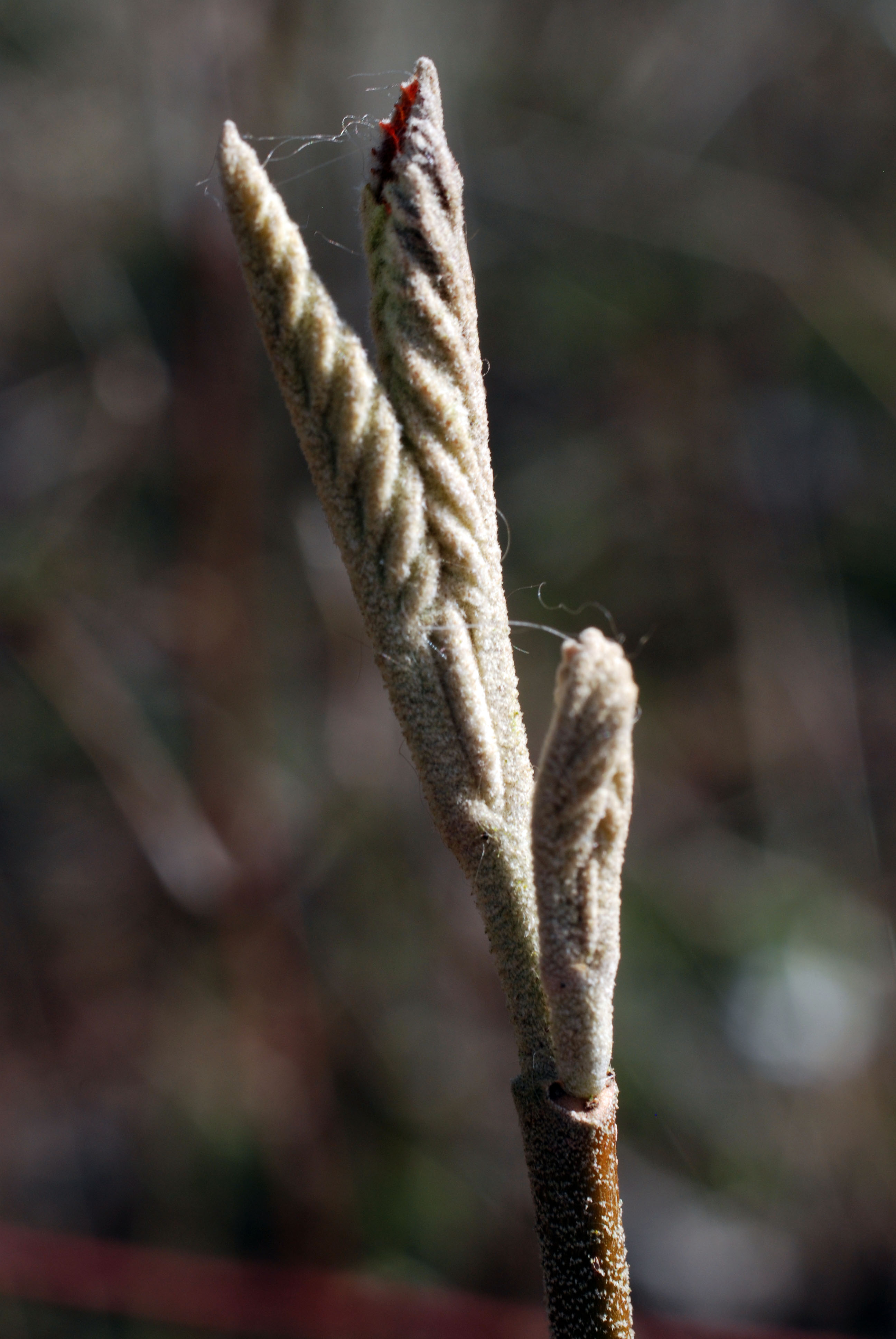
Kalina tušalaj má nahé pupeny.
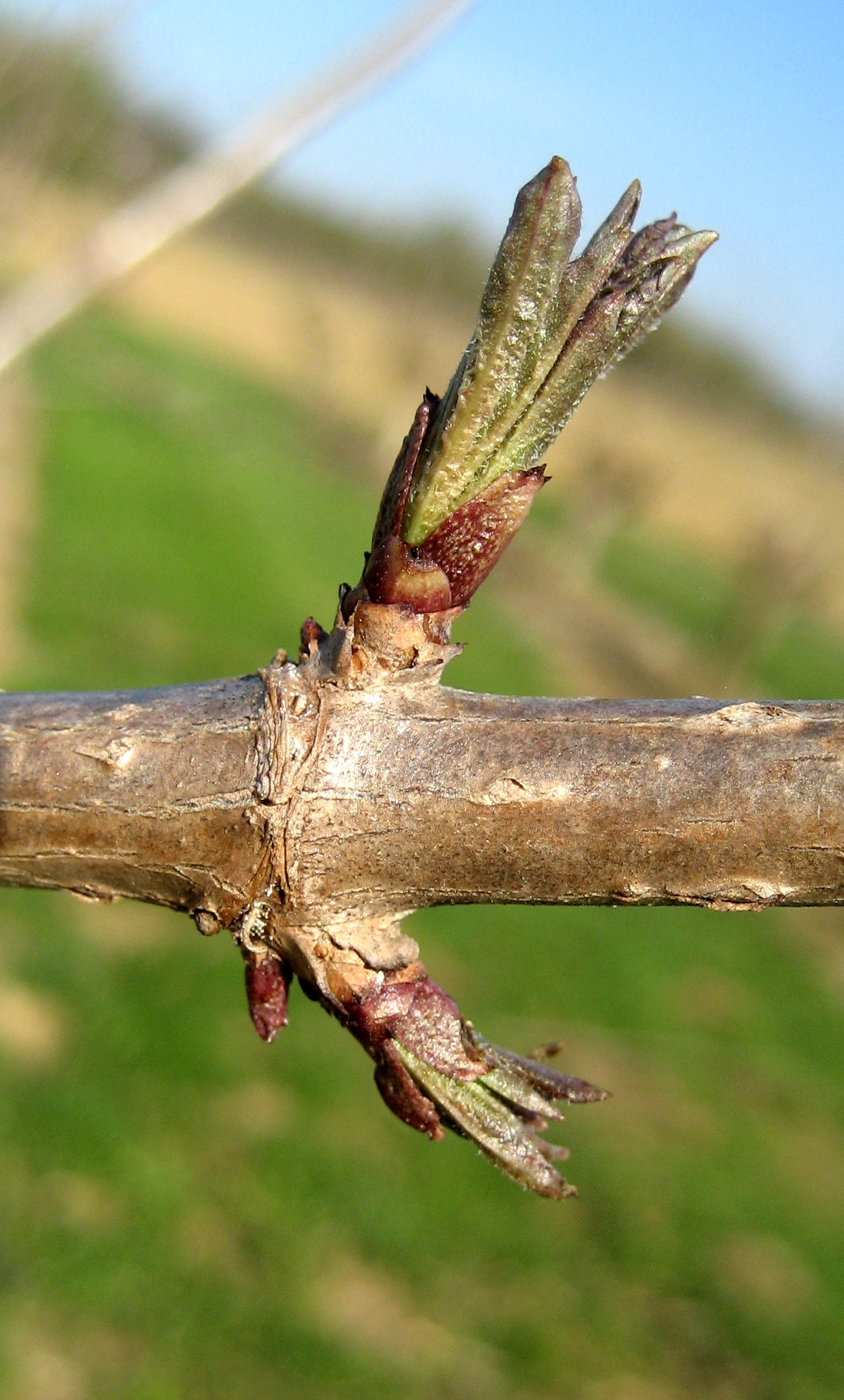
Bez černý má polonahé pupeny.
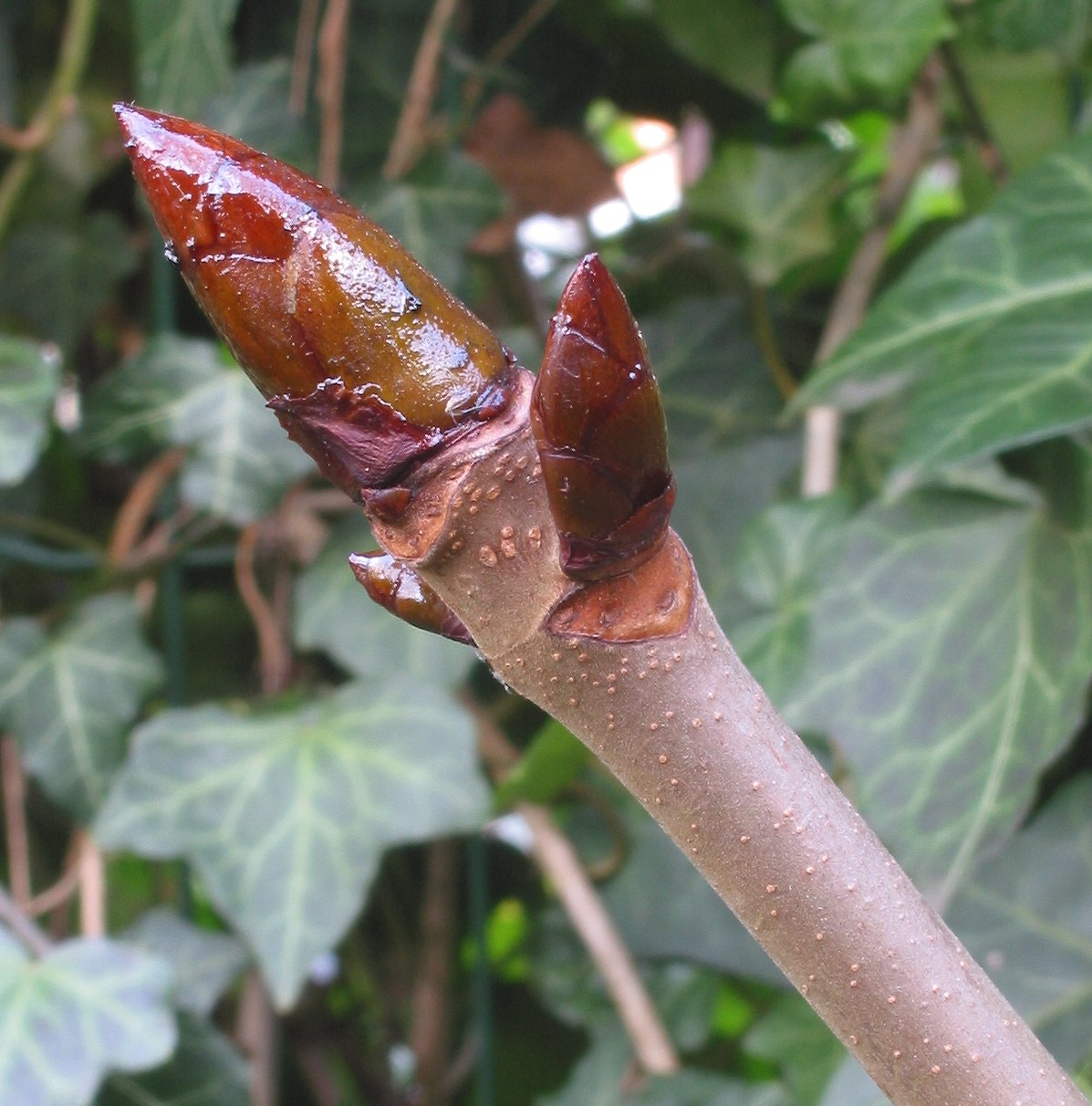
Jírovec maďal má pupeny kryté.

### podle doby trvání
- letní (byliny)
- zimní (zakládají se jeden rok a aktivní jsou až na jaře v následujícím roce)
- spící (v úžlabí listů)